# Serrasalmus maculatus
Serrasalmus maculatus és una espècie de peix de la família dels caràcids i de l'ordre dels caraciformes.

## Morfologia
- Els mascles poden assolir 26 cm de llargària total i 477 g de pes.
- Nombre de vèrtebres: 36.[3][4]

## Hàbitat
Viu en zones de clima tropical.

## Distribució geogràfica
Es troba a Sud-amèrica, a les conques dels rius Amazones i Paraguai, i riu Uruguai.